# Riu Lambayeque
El Lambayeque o Chancay és un riu del Perú que travessa les regions de Cajamarca i Lambayeque. Amb les aigues d'aquest riu s'irriguen unes 40.000 Ha de la regió. Amb un curs d'uns 205 km, la seva conca de drenatge abasta els 2.900 km². A finals del s. XIX s'estimava el seu cabal mitjà durant l'estiatge a La Puntilla (lloc poc després de la captació de la séquia Tayme) a l'entorn dels 5 m3/s.
El riu és intensament usat per a la irrigació essent superior al 90% del cabal desviat, successivament, cap a les séquies de Tayme, Eten i Chiclaya. El seu cabal té unes fortes variacions al llarg de l'any i provoca recurrents episodis d'inundacions per efecte del Niño, essent particularment notòries en els registres històrics les de 1720, 1791, 1828, 1866, 1871 (possiblement la més mortífera fins a la data), 1878 i 1891. L'any 1871 s'excavà un nou curs - el "Río Nuevo" - per tal d'allunyar les avingudes de la ciutat de Lambayeque.